# Asura miltochristina
Asura miltochristina là một loài bướm đêm thuộc phân họ Arctiinae, họ Erebidae.